# Temp
Temp - Темп (rus) és un possiólok del krai de Krasnodar, a Rússia. Es troba a 11 km al sud-oest de Krílovskaia i a 148 km al nord-est de Krasnodar, la capital. Pertany al municipi d'Oktiàbrskaia.